# Serenata en do mayor para trío de cuerda (Dohnányi)
La Serenata en Do mayor op. 10, para trío de cuerdas (generalmente violín, viola, violonchelo)  de 1902, es una suite de cinco movimientos de principios del siglo XX del compositor húngaro Ernő Dohnányi. Estrenada en Viena en 1904, año de su primera publicación, fue escrita dos años antes durante una gira de conciertos por Londres y Viena y se interpreta en unos 20 minutos.

## Estructura
La serenata se compone de cinco movimientos:
- I. Marcia: Allegro
- II. Romanza: Adagio non troppo
- III. Scherzo: Vivace
- IV. Tema con variaciones: Andante con moto
- V. Rondo (Final): Allegro vivace